# Pests for Guests
Pests for Guests (em Portugal, Convidados Peste) é uma curta-metragem de animação da Merrie Melodies lançada em 1955.

## Sinopse
Os Esquilos Patetas estão inspecionando um novo lugar para esconder suas sementes, uma cômoda que Elmer Fudd acabou de comprar. Ele, sem saber, traz para casa com eles ainda lá dentro e o coloca em seu quarto. Os Esquilos reorganizam as calhas de chuva para que as porcas que caíram no telhado rolem pela janela e caiam direto nas gavetas. Elmer ouve o barulho e, ao investigar, tropeça nas bolotas que se espalharam no chão e caem no porão.
Elmer persegue os esquilos para fora do quarto, e eles correm pela chaminé. Ele acende uma banana de dinamite, amarra-a a um balão e a flutua até eles, mas eles estouram o balão e a dinamite cai para explodir ao lado de Fudd. Ele os persegue de volta para o quarto, mas ele escorrega nas nozes novamente. Ele agarra um bebedouro para tentar se estabilizar, mas cai no porão novamente. Quando ele sobe as escadas mais uma vez, a garrafa d'água está presa em sua cabeça e ele solta uma maldição.
Ele prepara uma armadilha para os esquilos. Eles observam que não conseguem imaginar ninguém usando uma armadilha tão primitiva, mas caem direto nela. Quando Elmer os prende, ele ouve ruídos de tráfego de dentro da caixa. Quando ele ouve o que parece ser um grande acidente, ele levanta a caixa para olhar, e os esquilos correm livres.

## Transmissão na TV

### Brasil
No Brasil, esta curta-metragem foi transmitida algumas vezes no SBT no Sábado Animado nos anos 2000, dublado. Também saiu em VHS.

### Portugal
Em Portugal, esta curta-metragem foi transmitida na RTP1 na Lotação Esgotada, no idioma original e legendas em português. Mais tarde, repetiu na RTP Memória entre 2007 e 2008, também no idioma original, mas com uma nova legendagem, sendo nomeado pelo canal como "Convidados Peste". Em Portugal, a curta-metragem não saiu em VHS ou DVD, portanto, nunca teve uma versão dobrada em português.